# Zamin Uthukuli
Zamin Uthukuli è una suddivisione dell'India, classificata come town panchayat, di 14.871 abitanti, situata nel distretto di Coimbatore, nello stato federato del Tamil Nadu. In base al numero di abitanti la città rientra nella classe IV (da 10.000 a 19.999 persone).

## Geografia fisica
La città è situata a 10° 39' 01 N e 76° 58' 45 E.

## Società

### Evoluzione demografica
Al censimento del 2001 la popolazione di Zamin Uthukuli assommava a 14.871 persone, delle quali 7.486 maschi e 7.385 femmine. I bambini di età inferiore o uguale ai sei anni assommavano a 1.574, dei quali 842 maschi e 732 femmine. Infine, coloro che erano in grado di saper almeno leggere e scrivere erano 10.106, dei quali 5.619 maschi e 4.487 femmine.